# Cassine vitiensis
Cassine vitiensis là một loài thực vật có hoa trong họ Dây gối. Loài này được (A.C.Sm.) A.C.Sm. mô tả khoa học đầu tiên năm 1967.